# Shōta Shirai
Shōta Shirai (jap. 白井勝太 Shirai Shōta; ur. 2 września 1995) – japoński zapaśnik walczący w stylu wolnym. Zajął piętnaste miejsce na mistrzostwach świata w 2022 roku. 
Siódmy na igrzyskach azjatyckich w 2022 i ósmy w 2018. Dziewiąty na mistrzostwach Azji w 2018. Trzeci w Pucharze Świata w 2018. Trzeci na MŚ kadetów w 2012 roku.
Absolwent Nihon University w Chiyoda.